# 람 바란 야다브
람 바란 야다브(네팔어: रामवरण यादव, 1935년 2월 4일 ~ )는 네팔의 정치인, 초대 대통령이다.
네팔 동남부에 위치한 다누샤 군의 사파히에서 태어났다. 소작농의 넷째 아들이었는데, 인도의 캘커타에서 외과학 학사를 취득한 후, 캘커타 대학의 열대 의학과로 들어갔다. 후에 의사가 되었다.
1960년대, 마헨드라 정권 때 정계에 들어갔는데, 반판체얏트제의 운동을 실시해 왔다. 한편, 남부 네팔의 타라이 지방 병원에서 의사로서 일해왔다.
1990년 민주화 운동에 참가했다는 이유로 징역 3개월을 선고받았다. 1991년에 열린 선거에서는 네팔 회의파의 도움으로 하원의원에 첫 당선하였으며, 이후에  보건 장관이 되었고 1999년에 재선해 보건 장관에 재임하였다. 2008년 4월 10일, 제헌의회 선거에서 다누샤 군 제5선거구에 입후보하여 당선되었다.
2008년 갸넨드라가 퇴임하면서 대통령에 당선되었다. 2015년 7년의 임기를 마치고 퇴임하였다.

## 역대 선거 결과
| 선거명      | 직책명        | 대수 | 정당        | 득표율 | 득표수 | 결과 | 당락 |
| ----------- | ------------- | ---- | ----------- | ------ | ------ | ---- | ---- |
| 2008년 선거 | 네팔의 대통령 | 1대  | 네팔 의회당 | 52.20% | 308표  | 1위  |      |

## 같이 보기
- 네팔의 대통령